# Stantonia xochiquetzalis
Stantonia xochiquetzalis är en stekelart som först beskrevs av Braet och Tignon 1998.  Stantonia xochiquetzalis ingår i släktet Stantonia och familjen bracksteklar. Inga underarter finns listade i Catalogue of Life.